# پتروشیمی تبریز
پتروشیمی تبریز در زمینی به مساحت ۳۹۱ هکتار و ارتفاع ۱۳۶۲ متر از سطح دریا در جنوب غربی شهر تبریز و در جوار غربی پالایشگاه تبریز واقع شده‌است.
اجرای طرح مجتمع پتروشیمی تبریز در قانون بودجه سال۱۳۶۶ کل کشور تصویب و کلیات طرح در بهمن ماه ۱۳۶۷ به تأیید هیئت مدیره شرکت ملی صنایع پتروشیمی ایران رسیده‌است. فعالیت‌های طراحی و مهندسی در نیمه دوم سال ۱۳۶۸ و عملیات نصب در سال ۱۳۷۱ آغاز گردیده‌است.
خوراک مجتمع، نفتای سبک و سنگین و گاز مایع است که بخش عمده آن از پالایشگاه تبریز تأمین می‌شود.
واحد الفین به عنوان واحد مادر فرایند تولید در دی ماه ۱۳۷۵ راه اندازی شد و پس از آن واحدهای پلی اتیلن و پلی استایرن تحت لیسانس TPL ایتالیا و تکنیپ فرانسه در سال ۱۳۷۷ در مدار تولید قرار گرفت و رسما افتتاح شد .
همچنین واحد آروماتیک در سال ۱۳۷۸ تحت لیسانس ب‌آاس‌اف آلمان در مدار تولید قرار گرفت .
واحدهای استخراج بوتادین و تولید ABS که اولین طرح توسعه مجتمع محسوب می‌شوند در تیر ماه ۱۳۸۲ تحت لیسانس Krupp Koppers آلمان وارد مرحله بهره‌برداری شدند. در سال ۱۳۸۴ واحد پنتان و در سال ۱۳۸۹ واحد پلی استایرن مقاوم ۲ که توسط کارشناسان مجتمع طراحی شده‌است، راه اندازی گردید و واحد SAN (خوراک واحد ABS) در مرحله مهندسی تفصیلی می‌باشد.